# 伊藤博 (弁護士)
伊藤 博（いとう ひろし、1945年3月29日 - ）は、日本の弁護士（東京弁護士会所属）。茨城県神栖市出身。弁護士法人フェニックス代表。元東京弁護士会副会長。
その他、禅カウンセラー、伊藤博峰として坐禅の普及に努めている。

## 経歴
- 1967年 - 明治大学法学部卒業[1]
- 1970年 - 明治大学大学院法学研究科民事法専攻修士課程修了[1]
- 1976年 - 弁護士登録（東京弁護士会）・免許取得[1]
- 2003年 - 日本大学大学院グローバル・ビジネス研究科グローバル・マネジメント専攻修了
- 2003年 - 弁護士法人フェニックス設立・代表就任
- 2005年 - NPO法人国際戦略シナジー学会理事就任

## 著書
- 「えっ！上手な破産」（産能大学出版部）[1]
- 「破産からの人生再建講座」（PHP研究所）
- 「定年後・プラス思考になれる本」（PHP文庫）

### 共著
「Ｑ＆Ａリースの法律」（川畑大輔との共著・日本経済新聞社）

#### その他
証言 「橋本真也34歳 小川直也に負けたら即引退!」の真実（宝島社）